# Elaphropus sexstriatus
Elaphropus sexstriatus es una especie de escarabajo del género Elaphropus, de la subfamilia Trechinae, orden Coleoptera.

## Distribución
Se distribuye por Francia, Bélgica, Alemania, Suiza, Austria, Ucrania, España, Italia, Malta, Croacia, Grecia, Bulgaria y Moldavia.

## Taxonomía
Fue descrita por Duftschmid en 1812.